# Stadlern
Stadlern je německá obec v zemském okrese Schwandorf ve spolkové zemi Bavorsko. Leží u hranic s Českou republikou. Je zde turistický přechod.

## Geografie
Obec se nachází v regionu Horní Falc-sever.

### Místní části
Stadlern má 8 místních částí:
- Charlottenthal
- Neumühle
- Reichenberg
- Schwarzach
- Stadlermühle
- Stadlern
- Tabakmühle
- Waldhäuser

### Sousední obce
Stadlern sousedí s obcemi od severu: Bělá nad Radbuzou, Rybník nad Radbuzou v České republice, Tiefenbach, Weiding, Schönsee.
| Růžice kompasu | Schönsee 7 km | Bělá nad Radbuzou 19 km | Rybník nad Radbuzou 7 km | Růžice kompasu |
| Růžice kompasu | Schönsee 7 km | Sever                   | Rybník nad Radbuzou 7 km | Růžice kompasu |
| Růžice kompasu | Schönsee 7 km | Stadlern                | Rybník nad Radbuzou 7 km | Růžice kompasu |
| Růžice kompasu | Schönsee 7 km | Jih                     | Rybník nad Radbuzou 7 km | Růžice kompasu |
| Růžice kompasu | Weiding 5 km  | Tiefenbach 11 km        | Rybník nad Radbuzou 7 km | Růžice kompasu |

## Historie
V obci se nachází zřícenina hradu Reichenstein. Mezi 11. a 12. stoletím došlo k založení sídelní obce. V roce 1363 je již doložena v obci vlastní farnost. Stadlern patřil pod berní úřad v Amberku a zemský soud Bavorského kurfiřtství v Murachu. V průběhu správních reforem v Bavorsku na základě obecního nařízení z roku 1818 vznikla obec v současné územní podobě.

## Kultura

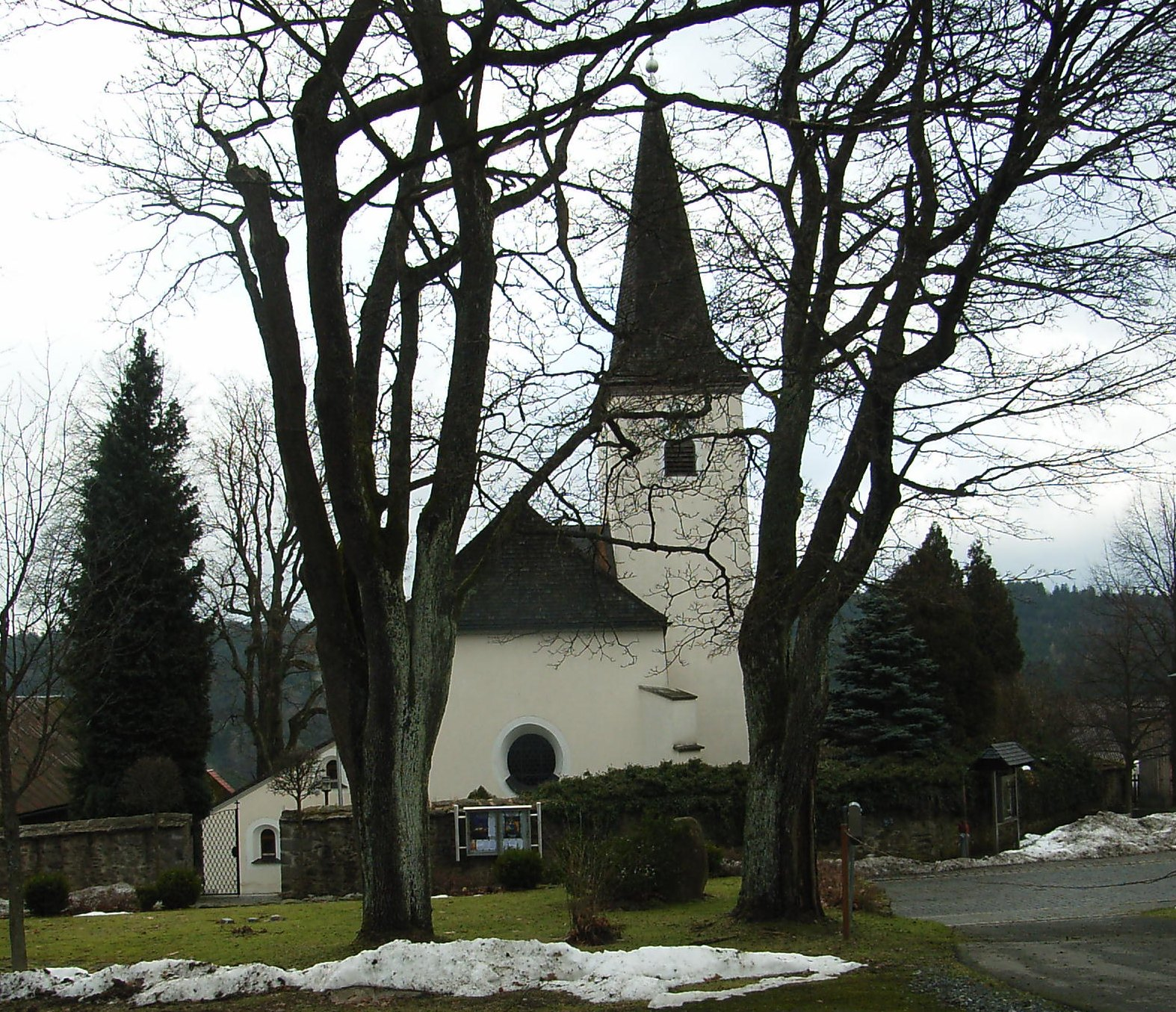
Kostel Mariä Himmelfahrt

### Pamětihodnosti
- rozhledna Böhmerwaldaussichtsturm
- přírodní památka Hochfels
- zřícenina hradu Reichenstein
- poutní kostel Nanebevzetí panny Marie ve Stadlern

### Pouť
Původ poutí k Panně Marii ve Stadlern není znám. Stadlern se stal na Šumavě známým díky svému obrazu "Panny Marie Spálené", k němuž lidé po staletí konali poutě. Svátek patronky je 15. srpna, na den Nanebevzetí Panny Marie. Kostel Nanebevzetí Panny Marie je gotická stavba ze 14. století.